# Гейлхед
Ге́йлхед (англ. Galehead) — гора в штате Нью-Гэмпшир, расположена на территории округа Графтон.
Высота над уровнем моря — 1227 м. Гейлхед находится в хребте Твин-Рейндж Белых гор. На склонах горы находятся истоки Норт-Брэнч-Гейла, притока реки Гейл (бассейн Коннектикута). Через Гейлхед проходит знаменитая Аппалачская тропа, также гора включена в «Четырёхтысячники Новой Англии» (высота — 4024 футов).